# Hypograph

Der Hypograph einer Funktion

In der Mathematik bezeichnet der Hypograph einer reellwertigen Funktion {\displaystyle f} die Menge aller Punkte, die auf oder unter ihrem Graphen liegen.

## Definition
Sei {\displaystyle X\subset \mathbb {R} ^{n}}. Der Hypograph der Funktion {\displaystyle f\colon X\to \mathbb {R} } ist definiert durch
{\displaystyle \operatorname {hypo} \,f:=\left\{(x,\mu )\in X\times \mathbb {R} \,:\,\mu \leq f(x)\right\}\subseteq X\times \mathbb {R} \,.}
Ist der Bildraum der Funktion der {\displaystyle \mathbb {R} ^{n}} versehen mit einer verallgemeinerten Ungleichung {\displaystyle \preccurlyeq _{K}}, so ist der Hypograph definiert als
{\displaystyle \operatorname {hypo} \,f:=\left\{(x,\mu )\in X\times \mathbb {R} ^{n}\,:\,\mu \preccurlyeq _{K}f(x)\right\}\subseteq X\times \mathbb {R} ^{n}}.

## Eigenschaften
Sei {\displaystyle X\subset \mathbb {R} ^{n}}. Für Funktionen {\displaystyle f\colon X\rightarrow \mathbb {R} } gilt:
- {\displaystyle f} ist genau dann konkav, wenn der Hypograph von {\displaystyle f} eine konvexe Menge bildet.
- {\displaystyle f} ist genau dann oberhalbstetig, wenn der Hypograph von {\displaystyle f} eine abgeschlossene Menge bildet.
- Ist {\displaystyle f} eine affin-lineare Funktion, dann definiert ihr Hypograph einen Halbraum in {\displaystyle X}.